# María Victoria Huala
María Victoria Huala (Colonia Barón, 12 de agosto de 1987) es una política argentina que actualmente se desempeña como senadora de la nación argentina en representación de la Provincia de La Pampa.

## Biografía
Victoria nació en Colonia Barón, una localidad del departamento Quemú Quemú, ubicada al noreste de la provincia de La Pampa, Argentina. Es hija de un ingeniero agrónomo y de una empleada administrativa.
Estudió abogacía durante tres años pero finalmente no terminó la carrera. Fue empleada de planta de la secretaría de gobierno de la Municipalidad de Santa Rosa.
A los 30 años se suma a Jóvenes PRO de la provincia de La Pampa. Decidió involucrarse porque creyó que ese era el momento para hacer algo por su país. En 2019 empezó a presidir la juventud del PRO a nivel provincial. Dos años después, fue sucedida en la presidencia por Joaquín Freyre y ella asumió como coordinadora regional de la juventud nacional de la región patagónica.
En 2021 se candidateó a senadora nacional por detrás de Daniel Kroneberger, el exdiputado nacional de la UCR y exintendente del pueblo natal de Victoria. En las PASO 2021 la lista Unidos por la Pampa encabezada por Kroneberger y Huala resultó ganadora en la interna de Juntos por el Cambio con un total de 44.714 votos por encima de los 31.771 votos de Hipólito Altolaguirre también de la UCR.
En las elecciones generales del 2021, la lista integrada por Victoria Huala logró 101.842 votos y ganó en todo el territorio pampeano superando a Daniel Pablo Bensusán del Frente de Todos que finalmente obtuvo una banca por la minoría.
Huala juró el 10 de diciembre de 2021 como senadora de la nación argentina.

## Historial electoral
|  | 22,44 % |

|  | 48,27 % |